# Zahlungen für Ökosystemdienstleistungen
Zahlungen für Ökosystemdienstleistungen (engl. Payments for Ecosystem Services (PES)) sind ein umweltökonomisches Instrument, um Anreize zur kontinuierlichen Bereitstellung von Ökosystemdienstleistungen zu schaffen. Dabei erhalten beispielsweise Landwirte oder Grundbesitzer (Verkäufer) Ausgleichszahlungen von Nutzern oder Profiteuren (Käufer) jener Leistungen.

## Zuordnung
PES können der Neoklassischen Theorie, einem Paradigma der Volkswirtschaftslehre, zugeordnet werden. PES können in dieser Theorie bei einem Marktfehler eingesetzt werden, dessen Ursache entweder darin liegt, dass die Preise auf den Märkten falsche Signale über die Knappheit der Güter senden oder kein Markt für ein Gut existiert. Um dieses Problem zu lösen, ist ein Ansatz dieser Theorie die PES. Dabei soll verschiedenen Dienstleistungen, welche die Natur erbringt, einen Wert/Preis zugemessen werden und so ein Markt oder ein angemessener Preis geschaffen werden.

## Funktionsweise
PES sind auf freiwilliger Basis vorgenommene Transaktionen zwischen mindestens einem „Verkäufer“ und mindestens einem „Käufer“ für die dauerhafte Bereitstellung genau festgelegter Ökosystemdienstleistungen.
Staatliche Förderprogramme können in diesem Zusammenhang einen marktbasierten PES-Mechanismus zum Erhalt von Ökosystemen und ihren Dienstleistungen unterstützen.
Bisher wurden meist Leistungen in folgenden Bereichen honoriert:
- CO2-Abscheidung und -Speicherung
- Feuchtgebietsschutz
- Wasser- und Bodenschutz
- Arten-, Habitat- und Biodiversitätsschutz[4]

Käufer können die tatsächlichen Nutzer einer Ökosystemdienstleistung sein, also private Personen, Unternehmen oder Gemeinden, aber auch staatliche, nichtstaatliche oder internationale Organisation, die im Interesse von Endnutzern agieren.
Verkäufer der bereitgestellten Ökosystemdienstleistungen sind meist Landwirte oder andere Grundbesitzer. Auch der Staat ist oft ein Flächeneigner. PES-Programme können sich daher auch auf staatliche Flächen z. B. in Schutzgebieten beziehen.

## Bedeutung
PES-Verträge sind in erster Linie ein Instrument zur Erhaltung von Ökosystemdienstleistungen. Das Millennium Ecosystem Assessment zeigt, dass circa 60 % der untersuchten Umweltdienstleistungen schneller degradieren, als sie sich wiederherstellen lassen. Die PES können finanzielle Anreize für eine ressourcenschonende Landwirtschaft sowie anderen "nachhaltigen" Nutzungs- sowie Naturschutzaktivitäten setzen. Sofern die Erhaltung der biologischen Vielfalt eine direkte Folge oder eine Nebenfolge davon ist, dass die Bereitstellung von Ökosystemdienstleistungen gefördert wird, dienen PES den Zielen des Übereinkommens über die biologische Vielfalt (CBD).
Es können damit aber auch positive sozioökonomische Effekte erzielt werden. Zum Beispiel können arme Grundbesitzer am Oberlauf eines Flusses von reicheren Unterliegern – etwa in größeren Städten – dafür bezahlt werden, dass sie ihre Landbewirtschaftung an Zielen des Hochwasserschutzes ausrichten. Wenn die Zahlungen die Opportunitätskosten der Oberlieger übersteigen, kann so ein Beitrag zur Armutsminderung geleistet werden. Positive Effekte sind jedoch nicht garantiert. Die FAO empfiehlt, Projekte zur Honorierung von Ökosystemdienstleistungen im Vorfeld auf mögliche negative Nebeneffekte für Randgruppen zu prüfen.

## Beispiele für Honorierungen von Ökosystemdienstleistungen
Der Fluss Cumes ist die Haupttrinkwasserquelle der Stadt Jesus de Otoro (Departamento Intibucá in Honduras). Lokale Kaffeeproduzenten haben Nebenprodukte der Verarbeitung in den Fluss entsorgt, damit zu einer Wasserverunreinigung beigetragen und so Wasser-Nutzer flussabwärts beeinträchtigt. Um dieses Problem zu lösen, hat die lokale Wasser- und Abwasserverwaltung ein Vergütungsprogramm entwickelt, von dem Kaffeeproduzenten am Flussoberlauf sowie die Einwohner flussabwärts profitieren können. Dementsprechend sollten Dorfbewohner flussabwärts monatlich ca. $ 0,06 pro Haushalt an die Verwaltung zahlen, die das Geld an Kaffeeproduzenten flussaufwärts und Bauern flussabwärts mit der Auflage weiterleitet, Maßnahmen zu ergreifen, die eine Wasserverunreinigung verhindern. Diese Maßnahmen haben den Bau von Bewässerungsgräben, die Nutzung organischer Dünger und eine angemessene Rückstandsbehandlung gefördert.
In der Stadt Jamestown auf der Insel Rhode (USA) mähen die Landwirte das Heu in der Regel zweimal im Jahr. Jedoch vernichtet diese Tätigkeit das Habitat der lokalen Wiesenbrüter. Ökonomen von der University of Rhode Island und EcoAssets Markets Inc. haben die Einwohner von Jamestown zur Rettung der Wiesenvögel um finanzielle Unterstützung gebeten. Die Höhe der Beiträge variierte zwischen $ 5 und $ 200 pro Person. Die Gesamtsumme von $ 9800 reichte aus, um die jährlichen Kosten für die verringerten Heuernten von drei Bauernhöfen in Jamestown zu kompensieren. Dadurch haben die Vögel genügend Zeit zu nisten, sodass ihre Population erhalten bleibt. In diesem Fall profitieren sowohl die Bauern, die jetzt nur einmal im Jahr mähen müssen, als auch die Biodiversität.
Im Oktober 2009 wurde der erste internationale Klimawald, den die gemeinnützige Organisation „Tourism cares“ initiiert hat, in Schuenhagen (Deutschland) begründet. Dieses Programm wird durch die Aktion „Waldaktie“ unterstützt, die den Touristen in Mecklenburg-Vorpommern die Möglichkeit bietet, Waldaktien zu kaufen und damit ihren Urlaub CO2-neutral zu gestalten. Eine Aktie hat einen Kaufpreis von 10 € und ermöglicht, auf einer Fläche von 10 m2 Bäume zu pflanzen. Bei regelmäßigen öffentlichen Baumpflanzungen können die Touristen die von ihnen gespendeten Bäume auch persönlich einpflanzen. Durch die Waldaktien kann man kein Aktionärsrecht erwerben, weil es sich nur um einen symbolischen Beitrag zur Klimaverbesserung handelt.
Im deutschen Bundesland Baden-Württemberg werden aus dem Wasserentnahmeentgelt Ausgleichszahlungen für den Gewässerschutz an Landwirte gezahlt.

## Kritik
Ein Kritikpunkt dieses Verfahrens ist, dass es keinen vernünftigen Bewertungsmaßstab für das Verfahren gibt. Es ist nicht objektiv festzustellen, wie viel z. B. ein Feuchtgebiet oder ein Regenwald wert sind und welcher Preis den Dienstleistungen, welche die Natur erbringt, zugeordnet werden kann. Einher kommt ebenso ein ethisches Problem, da sich die Frage stellt, wie viel einer Gesellschaft die PES wert sind.